# 1705 en science-fiction
| Années de la science-fiction : 1702 - 1703 - 1704 - 1705 - 1706 - 1707 - 1708    |
| Décennies de la science-fiction : 1670 - 1680 - 1690 - 1700 - 1710 - 1720 - 1730 |

L'année 1705 a connu, en matière de science-fiction, les faits suivants :

## Naissances et décès

### Naissances
- Marie-Anne Robert, écrivaine féministe française[1], morte en 1771.